# 庄内緑地
庄内緑地（しょうないりょくち）は、愛知県名古屋市西区山田町にある庄内川の小田井遊水地を利用した公園である。

## 概要
1940年（昭和15年）、防空緑地として都市計画決定。愛知県により土地の取得が行われるものの、農地解放により所有権を失い、それぞれ耕作地へ戻っていった。1955年（昭和30年）10月1日に所在地の西春日井郡山田村が名古屋市に編入された。1958年（昭和33年）2月になって、改めて「第3号庄内緑地」として指定。小田井遊水地を中心として、民有地の買収を行い、次第に公園としての整備を進めた。
1986年 （昭和61年） 4月「水と緑と太陽」をテーマに開園。園内にはバラ園や、サイクリングコース、ボート池、テニスコート、陸上競技場などのほか、「庄内緑地グリーンプラザ」がある。
1990年（平成2年）4月、かつて1993年（平成5年）まで放送されていた、テレビ番組5時SATマガジンの恒例イベント、「5時SAT ROCK WAVE」が陸上競技場にて開催された。その模様はテレビで放送された。
庄内川右岸に位置する遊水地としての機能を有しており、庄内川に面した堤防は洗堰となっているために台風シーズンにはしばしば水没する。2019年（平成31年）4月、スケートパークがオープンした。利用者登録すればスケートボード、BMX、インラインスケートが利用可能。

## 施設

### 公園内
- 大噴水
- バラ園
- 花木園
- ツバキ園
- ハナショウブ園
- ピクニック広場
- 芝生広場
- わんぱく広場
- ボート池
- テニスコート
- 陸上競技場
- ゲートボール場
- 野鳥の森
- 時計塔

### グリーンプラザ
- 温室
- サイクリングセンター
- 室内広場

## 交通アクセス
- 名古屋市営地下鉄鶴舞線 庄内緑地公園駅下車。駅自体が緑地内にある。
- 名鉄犬山線 中小田井駅下車。ピクニック広場など、一部施設は庄内緑地公園駅より近い。